# Schefflera canaensis
Schefflera canaensis är en araliaväxtart som beskrevs av Chih Bei Shang. Schefflera canaensis ingår i släktet Schefflera och familjen araliaväxter.
Artens utbredningsområde är Vietnam. Inga underarter finns listade.